# Andrej Okoenkov

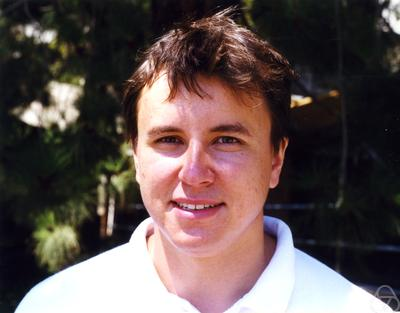
Andrej Okoenkov

Andrej Joerjevitsj Okoenkov (Russisch: Андрей Юрьевич Окуньков) (Moskou, 26 juli 1969) is een Russisch wiskundige, die werkt op het gebied van de representatietheorie en de toepassingen daarvan in de algebraïsche meetkunde, wiskundige natuurkunde, kansrekening en speciale functies. Hij werd in 2010 aangesteld als hoogleraar aan de Columbia-universiteit. In de voorgaande acht jaar was Okoenkov hoogleraar aan de Princeton-universiteit. 
In 2006 kreeg hij op het Internationaal Wiskundecongres in Madrid een Fields-medaille uitgereikt.